# 佐藤克之
佐藤 克之（さとう かつゆき、1963年2月24日 - ）は、日本のライター、コラムニスト。東京都品川区出身。筆名（または愛称）として、初期はカーツ佐藤（かーつさとう）、近年はカーツさとうを用いることも多い。

## 経歴
生誕後神奈川県横浜市へ転居し、横浜市立港南中学校、神奈川県立港南台高等学校を卒業するも、大学受験に失敗。浪人時代に、雑誌『宝島』の投稿欄で常連投稿者となり、1980年、投稿欄に連載コラム「報道されなかった普通の受験生」を開始し、ライターとしてデビュー。2年の浪人後、明治大学夜間部に入学したが、大学にはほとんど行かずに中退。
その後『宝島』の連載コラム内で「新聞でみつけた変な老人の名前」をとりあげたところ、担当編集者の渡辺祐の注目するところとなり、これがきっかけとなって『宝島』の読者投稿コーナーが「町でみかけた変なものを紹介するコーナー」である「VOW」へ発展することとなる。
1980年代は「バカの佐藤」として、若者向け雑誌で「下品でエロ」なコラムを多数執筆し人気を博する。その他「ホットドッグ・プレス」でモデルとして携わる。1983年には『ビックリハウス』編集部でみうらじゅんと出会い、以来親交を結ぶ。1994年に第1回の「みうらじゅん賞」を受賞。
1990年代前半に刊行されていたサブカル文化人によるコピー同人誌『PAPERS』にてみうらじゅんとともに女性との「やりまくり内容」を連載した。1991年春には「カーツ佐藤の世界」をキー・コンセプトにテレビ神奈川で番組『かます』を放映する予定だったが、スポンサーからクレームが寄せられお蔵入りとなる。
1990年代後半以降はこれまでの路線を変更し、「カーツさとう」を筆名としてパソコンゲームや料理などの分野でライター活動を行っている。

## 人物
- 浪人中に嵌頓包茎を、1年かけて自力でなおしたという。
- 『宝島』では職業欄に「バカ」と書かれるなど、渡辺祐から散々な扱いを受けていた。
- 『宝島』のライターでありながら、サブカルの知識はまったくなく、サブカルに造詣の深い編集者町山智浩とは犬猿の仲であった。ただ、本人は「町山とは犬猿の仲ではなく、一方的に町山をいじめていただけ」と発言したこともある。
- ロックについての知識が一切ないままテレビ番組「東京ロックTV」で司会をおこなった。

## 著書
- 受験ホイホイ JICC出版局, 1982.4
- カーツ佐藤ののべつまくなしバカ  徳間書店, 1989.9
- カーツの文章読本  評伝社, 1990.11
- カーツ佐藤のジャストブリード―ファミリーコンピュータ攻略ガイドブック 小学館 1993.1
- 突撃!Windowsゲーム館だ!!―SUPER DISK for Windows（柳一郎、フジヤマ計画との共著、CD-ROMつき）  エーアイ出版 1993.10
- WINDOWS傑作ゲームコレクション SUPER DISK for Windows（村松恒平,安生和之,藤山不死男,武居悦子,フジヤマ計画との共著、CD-ROMつき）エーアイ出版 1994.3
- Win・Mac傑作ボイスファイル集（フジヤマ計画との共著、CD-ROMつき） エーアイ出版, 1994.7
- ザ・スターリン伝説―スキャンダル・スクラップ集(1981‐1985)遠藤ミチロウ=THE STALIN (Digital Diskブックシリーズ) マガジン・ファイブ  2004.10（遠藤ミチロウ著。佐藤は執筆担当）
- 秘本・笠間しろうの夢枕桃色四十八手 マガジン・ファイブ 2005.4（笠間しろう画。佐藤の文章を収録）

## ゲーム
- ジャストブリード　シナリオ執筆　1992

## ビデオ等出演
- 地球防衛少女イコちゃん2 -ルンナの秘密- 監督：河崎実　1988
- 『GTV (ビデオマガジン)』第15号（1989年） - VHSビデオ

※じゅんとカーツのてなもんや野球ゲームレビュー（みうらじゅんとの共演）
- ラッキィ池田の振付仮面 1990